# Parâmetro de incerteza

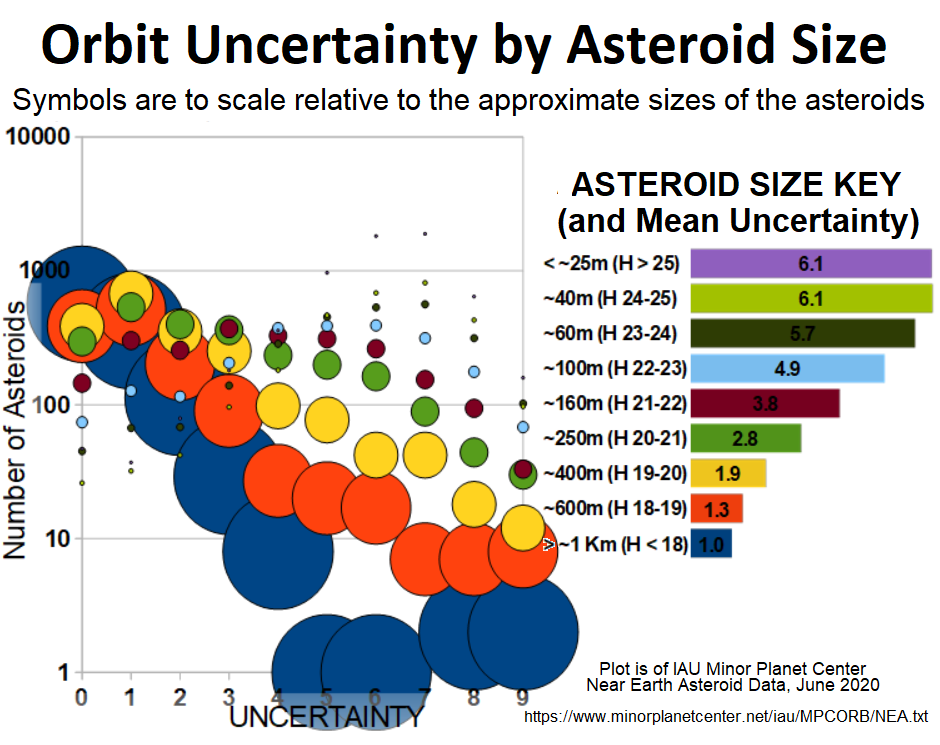
As órbitas de asteroides próximos da Terra (NEAs) da classe de quilômetro são geralmente bem conhecidas, embora alguns tenham sido perdidos. No entanto, um grande número de NEAs menores tem órbitas altamente incertas.

O parâmetro de incerteza U é introduzido pelo Minor Planet Center (MPC) para quantificar a incerteza de uma solução orbital perturbada para um planeta menor. O parâmetro é uma escala logarítmica de 0 a 9 que mede a incerteza longitudinal prevista na anomalia média do planeta menor após 10 anos. Quanto maior o número, maior a incerteza. O parâmetro de incerteza também é conhecido como código de condição no Small-Body Database Browser do JPL. O valor U não deve ser usado como preditor para a incerteza no movimento futuro de objeto próximo da Terras.

## Incerteza orbital
| JPL SBDB Parâmetro de incerteza | Horizons janeiro de 2018 Incerteza na distância ao Sol (milhões de quilômetros) | Objeto              | Efeméride de referência Local: @sol Configuração da tabela: 39 |
| 0                               | ±0,01                                                                           | (134340) Plutão     | E2022-J69                                                      |
| 1                               | ±0,04                                                                           | 2013 BL76           | JPL                                                            |
| 2                               | ±0,14                                                                           | 20000 Varuna        | JPL                                                            |
| 3                               | ±0,84                                                                           | 19521 Chaos         | JPL                                                            |
| 4                               | ±1,4                                                                            | (15807) 1994 GV9    | JPL                                                            |
| 5                               | ±8,2                                                                            | (160256) 2002 PD149 | JPL                                                            |
| 6                               | ±70                                                                             | 1999 DH8            | JPL                                                            |
| 7                               | ±190                                                                            | 1999 CQ153          | JPL                                                            |
| 8                               | ±590                                                                            | 1995 KJ1            | JPL                                                            |
| 9                               | ±1 600                                                                          | 1995 GJ             | JPL                                                            |
| ‘D’                             | Dados insuficientes para determinação da órbita.                                |                     |                                                                |
| ‘E’                             | A Excentricidade foi estimada em vez de determinada.                            |                     |                                                                |
| ‘F’                             | Ambos ‘D’ e ‘E’ se aplicam.                                                     |                     |                                                                |

A incerteza orbital está relacionada a vários parâmetros usados no processo de determinação de órbita, incluindo o número de observações (medições), o tempo abrangido por essas observações (arco de observação), a qualidade das observações (por exemplo, radar vs. óptico) e a geometria das observações. Desses parâmetros, o tempo abrangido pelas observações geralmente tem o maior efeito sobre a incerteza orbital.
Ocasionalmente, o Minor Planet Center substitui um código de letra (‘D’, ‘E’, ‘F’) pelo parâmetro de incerteza.
| D | Objetos com um ‘D’ foram observados apenas em uma única oposição e receberam duas (ou mais) designações diferentes ("duplo"). |
| E | Objetos como 2003 UU291 com um código de condição ‘E’[9] no lugar de um parâmetro numérico de incerteza indicam órbitas para as quais a excentricidade listada foi assumida, e não determinada.[7] Objetos com excentricidades assumidas geralmente são considerados perdidos se não tiverem sido recentemente observados, pois suas órbitas não estão bem delimitadas.[carece de fontes?] |
| F | Objetos com um ‘F’ se enquadram em ambas as categorias ‘D’ e ‘E’.[7] |

## Cálculo
O parâmetro U é calculado em duas etapas. Primeiro, calcula-se a deriva longitudinal em órbita {\displaystyle r} em segundos de arco por década (ou seja, a discrepância entre a posição observada e a calculada extrapolada por dez anos):
{\displaystyle r=\left(\Delta \tau \cdot e+10\cdot {\frac {\;\Delta P\;}{P}}\right)\cdot 3600\cdot 3\cdot {\frac {\;k_{\text{o}}\;}{P}}}
onde:
| {\displaystyle \Delta \tau } | incerteza no tempo de periélio em dias                                                                                    |
| {\displaystyle e}            | excentricidade da órbita determinada                                                                                      |
| {\displaystyle P}            | período orbital em anos                                                                                                   |
| {\displaystyle \Delta P}     | incerteza no período orbital em dias                                                                                      |
| {\displaystyle k_{\text{o}}} | {\displaystyle 0.01720209895\cdot {\frac {180^{\circ }}{\pi }}}, Constante gravitacional gaussiana, convertida para graus |
Em seguida, a deriva longitudinal obtida é convertida no "parâmetro de incerteza" U, que é um número inteiro entre 0 e 9. O valor calculado pode ser menor que 0 ou maior que 9, mas, nesses casos, usa-se 0 ou 9, respectivamente. A fórmula para limitar o valor calculado de U é:
{\displaystyle U=\min \left\{~9,~\max {\Bigl \{}\;0,\;\left\lfloor 9\cdot {\frac {\log r}{\;\log 648{,}000\;}}\right\rfloor +1\;{\Bigr \}}~\right\}}
Por exemplo: em 10 de setembro de 2016, Ceres tecnicamente tinha uma incerteza de cerca de −2,6, mas é exibida como o valor mínimo 0.
O resultado é o mesmo independentemente da escolha da base do logaritmo, desde que seja usada a mesma base em toda a fórmula; por exemplo, para "log" = log10, loge, ln ou log2, o valor calculado de U permanece o mesmo.

Gráfico da função U(r)

| U | Deriva Deriva longitudinal por década       |
| - | ------------------------------------------- |
| 0 | < 1,0 segundo de arco                       |
| 1 | 1,0–4,4 segundos de arco                    |
| 2 | 4,4–19,6 segundos de arco                   |
| 3 | 19,6 segundos de arco – 1,4 minutos de arco |
| 4 | 1,4–6,4 minutos de arco                     |
| 5 | 6,4–28 minutos de arco                      |
| 6 | 28 minutos de arco – 2,1°                   |
| 7 | 2,1°–9,2°                                   |
| 8 | 9,2°–41°                                    |
| 9 | > 41°                                       |

648 000 é o número de segundos de arco em meio círculo, portanto um valor maior que 9 não teria sentido, pois não saberíamos onde o objeto estará em 10 anos dentro da órbita.